# Wadomari
Wadomari (和泊町, Wadomari-chō) est un bourg du district d'Ōshima, dans la préfecture de Kagoshima, au Japon. Il est situé sur la partie septentrionale de l'île d'Okino-erabu.

## Géographie

### Démographie
Au 1er novembre 2014, la population de Wadomari s'élevait à 6 833 habitants répartis sur une superficie de 40,37 km2.